# Leonardo Mello
Leonardo Lima Horvath Mello (Rio de Janeiro, 27 de abril de 1976)   é voleibolista indoor brasileiro, atuante na posição de Oposto, com marca de alcance de 347  cm no ataque e 330  cm no bloqueio que entre outros títulos de importância pela Seleção Brasileira alcançou:  o título do Campeonato Sul-Americano Infantojuvenil em 1992 na Venezuela,  medalhista de ouro no Campeonato Mundial Infantojuvenil de 1993 na Turquia e foi campeão do Campeonato Sul-Americano Juvenil de 1994 no Peru.

## Carreira
Desde a infância Léo já era praticante de esportes e  nesta fase iniciou  a praticar o voleibol. Com 13 anos começou na modalidade na praia.Aos 15 anos com 1,91m ingressou no Minas Tênis Clube, chegando a  Belo Horizonte para trilhar sua carreira profissional.Em 1991 já  atuando pelo  Minas Tênis Clube conquistou o título do Campeonato Mineiro na categoria infanto-juvenil , alcançando o bicampeonato no ano seguinte, e neste mesmo ano sagrou-se campeão também na categoria juvenil, nesta mesma categoria foi bicampeão em 1993.
Sua primeira convocação para Seleção Brasileira  foi no ano de 1992 pelo técnico Marcos Lerbach,  na categoria infanto-juvenil, quando disputou o Campeonato Sul-Americano  em Valência-Venezuela, sagrando-se campeão com apenas uma derrota para Seleção Colombiana por 3x2(15-11, 2-15, 9-15, 15-6 e 15-13), sendo este título definido pelo número de sets vencidos, já que Brasil, Argentina e Colômbia estavam empatados em número de pontos, vitórias e derrotas, tal conquista qualificou o país para o Mundial  da categoria em Istambul-Turquia no ano seguinte.
Em 1993 recebeu nova convocação para representar a Seleção Brasileira na categoria infantojuvenil para disputar o anteriormente citado Campeonato Mundial desta categoria e nesta competição ocorreu sua  principal conquista invicta, sagrando-se  medalha de ouro no  referido Campeonato Mundial de 1993  em Istambul, derrotando na final a Seleção Japonesa  por 3x0 (15-7, 15-11 e 15-6),  nesta ocasião equipe brasileira foi comandada pelo técnico era Percy Oncken.
No ano de 1994 recebe a convocação para Seleção Brasileira pelo técnico  Marcos Lerbach, desta vez para categoria juvenil  e disputou  o Campeonato Sul-Americano em Lima, conquistando a  medalha de ouro desta competição, tal grupo treinava também em preparação do Campeonato Mundial Juvenil  da Malásia, e estavam neste grandes  valores como: Itápolis, Gustavo Endres, Dirceu, André Heller, Giba, Alex Lenz, Ricardinho,  Royal, Manius Abbadi, Digão, Roim, Lilico, Rafinha, Renato Felizardo, comandados por Percy Oncken e pelo técnico Antônio Marcos Lerbach.
Foi vice-campeão da  Copa Sudeste também pelo Fiat/Minas  e convocado  pelo técnico Marcos Lerbach para integrar a Seleção Brasileira B ou Seleção Brasileira de Novos para  disputar os Jogos Pan-Americanos de 1995 em Mar del Plata-Argentina, edição na qual a equipe brasileira  venceu apenas a Seleção Canadense na fase de grupos, não conseguindo passar a próxima fase, terminando em sétimo lugar.
Na temporada 1996-97 continuou pelo Minas Tênis Clube que utilizou a alcunha: Try On /Minas encerrou na décima posição na Superliga Brasileira A correspondente.Em 1997 migra para o voleibol paulista permanecendo até o ano de 2000.Atuou primeiramente por  uma temporada pelo  SOS Computadores/São Caetano  e por este finalizou na décima posição da Superliga Brasileira A 1997-98.
Na sequência foi contratado pelo Lupo/Náutico/Inepar e conquistou o ouro nos  Jogos Regionais de 1998 e por este clube encerrou na décima primeira posição da  Superliga Brasileira A 1998-99. Já na jornada 1999-00 defendeu as cores do Palmeiras/Faculdade Osvaldo Cruz  e disputou por este a Superliga Brasileira A correspondente,  avançando a  segunda fase no  triangular , competindo com as equipes do Banespa e Telemig Celular/Minas,, e finalizou em sétimo lugar.
Transferiu-se em 2000 para o voleibol gaúcho  e passou atuar pela equipe do Bento Gonçalves/RS  onde conquistou  a Copa Sul e vice-campeão do Campeonato Gaúcho, ambas neste mesmo ano e na Superliga Brasileira A 2000-01 encerrou na décima primeira colocação.No ano seguinte retorna a São Paulo e foi contratado pelo Banespa/SP , conquistando o título do Campeonato Paulista de 2001,  e no mesmo ano obteve o título da  Supercopa do Campeões e o vice-campeonato da Superliga Brasileira A 2001-02.
Em sua segunda temporada consecutiva pelo Banespa, que utilizou a alcunha: Banespa/Mastercard, novamente avançou com a equipe as finais da Superliga Brasileira A 2002-03, e finalizando na quarta colocação, ainda pelo clube paulista conquistou o bicampeonato da Supercopa Campeões.
Retorna ao voleibol gaúcho em 2003 e novamente pelo Bento/Union Pack , neste mesmo ano foi vice-campeão do Campeonato Gaúcho e atuou também por este na Superliga Brasileira A 2003-04, avançando as quartas de final apenas  e finalizou na sexta posição.
Na competições do período esportivo 2004-05 defendeu a UCS/Colombo e encerrou na décima colocação na referente Superliga Brasileira A.Em 2005 foi vice-campeão do Campeonato Gaúcho e defendeu a equipe  Ulbra/Ferraz/São Paulo F.C na temporada 2005-06, contribuindo para esta equipe conquistar o vice-campeonato dos Jogos Abertos de Botucatu de 2005 e  avançar as quartas de final, mas sofreu eliminação na semifinal, encerrando na oitava colocação geral na edição.
Léo opta pela transferência  para o voleibol japonês na temporada 2006-07, migrando sua esposa e filha de 4 anos e disputou pela equipe Suntory Sunbirds  e sagrou-se campeão da  Liga A Japonesa.Na temporada seguinte conquistou o bronze na Liga A Japonesa.Ainda por este clube foi medalha de bronze na Copa do Imperador  de 2008  e em 2009.
Foi repatriado  na temporada 2009-10  pela  equipe Pinheiros/Sky  e alcançou o vice-campeonato da Copa São Paulo em 2009 e por este disputou a Superliga Brasileira A correspondente e conquistou o bronze nesta edição.
Renovou com o Pinheiros/Sky e obteve o bronze no Campeonato Paulista de 2010 e disputou também a Superliga Brasileira A 2010-11 e avançou as quartas de final da Superliga Brasileira A, encerrando na sexta posição.
Leonardo é casado e tem dois filhos, transferiu-se novamente para  jogar no  voleibol japonês pela equipe Toyoda Gosei Trefuerza com contrato até 2014.Na Liga A Japonesa 2010-11 encerrou na sexta posição,  mesma colocação obtida na edição da temporada 2011-12, e  encerrou na quinta posição nas edições referentes as temporadas 2012-13 e 2013-14 .
Após longas temporadas no Japão, retornou ao Brasil para defender a equipe do Montes Claros Vôlei e foi inscrito para disputar a Superliga Brasileira A 2014-15.

## Títulos e Resultados
- Superliga Brasileira A: 2009-10[1][15]
- Superliga Brasileira A: 2001-02[1][7]
- Superliga Brasileira A: 2002-03[1][7]
- Liga A Japonesa:2006-07[1]
- Liga A Japonesa: 2007-08[1]
- Copa do Imperador: 2008 e 2009[1]
- Supercopa dos Campeões:2001 e 2002[1]
- Copa Sul:2000[1]
- Copa Sudeste:1995[1]
- Jogos Abertos de São Paulo:2005 [12]
- Jogos Regionais de São Paulo:1998[1]
- Campeonato Paulista:2001[1]
- Campeonato Paulista:2010
- Campeonato Gaúcho:2000, 2003 e 2005[1]
- Campeonato Mineiro Juvenil:1992 e 1993[1]
- Campeonato Mineiro Infantojuvenil:1991 e 1992[1]
- Copa São Paulo:2009

## Premiações individuais
[carece de fontes?]

## Ligações Externas
- «Perfil no sitio da Instagram» 🔗
- «Perfil no sitio da Agência SSK»
- «Perfil no sitio da V-League (Japão)» (em japonês)
- «Perfil no sitio do Toyoda Gosei Trefuerza» (em japonês)
- «Perfil no sitio Jornal do Vôlei»
- «Perfil no sitio World of Volley» (em inglês)
- «Perfil no sitio do Twitter» 🔗
- «Perfil no sitio Volleyball-Movies» (em inglês)